# Construcție infinitivală
Construcție infinitivală se numește o construcție gramaticală care conține un verb la modul infinitiv și, posibil, un relativ, pronume sau adverb. 
Urmeaza după verbele a avea sau a fi. 
Dacă verbele a fi și a avea sunt personale, atunci construcția are funcția sintactică de complement direct, iar dacă acestea sunt impersonale, construcția este subiect. 